# Mathias Holmgren
Ulf Mathias Holmgren Thorsell, född 20 april 1974 i Köla församling, Värmlands län, är en svensk sångare. 

## Biografi
Han är uppvuxen i Rudsgården nära Koppom, Värmlands län.
Holmgren fick sitt genombrott 2002 i dokusåpan Fame Factory och har haft hits som "Jag tillhör dig" och "Något som kan hända" (som sålde guld och låg etta på Svensktoppen). Han tog över som sångare i dansbandet Barbados 2002 efter Magnus Carlsson. Han fick sparken 2004 och efterträddes av Chris Lindh.
Holmgren har medverkat i Melodifestivalen två gånger. 2003 tillsammans med Barbados och låten "Bye Bye", som hamnade på tionde plats. Två år senare ställde han upp som soloartist med låten "Långt bortom tid och rum" (2005). Då kom han till Andra Chansen.
2012 ledde Holmgren den stora schlagerkvällen på Stockholm Pride tillsammans med Robert Fux.
Han har gett ut tre album. 2005 kom albumet Vägen Hem som gavs ut på Bert Karlssons bolag Mariann Grammofon. Holmgren lämnade sedan popgenren och gav ut Lejonhjärta (2007) där han sjunger både gamla och nyskrivna visor. På skivan gästar bland andra Anna-Lotta Larsson, Åsa Jinder och Carola Häggkvist. Hösten 2009 kom tredje albumet Tänk om jag dör nu inatt, med personliga låtar av bland andra Staffan Hellstrand, Johan Thorsell, Lasse Lindh, Lasse Lindbom och Holmgren själv.
2011 släppte Holmgren låten "Åt helvete för sent", av Mårten Eriksson, Lina Eriksson och Susie Päivärinta. 
2015 släppte Holmgren nyskrivna låten "Ett gott nytt år", av Camilla Läckberg, Henrik Janson och Maria Larsson, på sitt eget skivbolag Mathias Holmgren Musik. 
Holmgren var 2006–2010 gift med sångaren och låtskrivaren Johan Thorsell.
2023 släpptes självbiografiska boken ”Nåt som kan hända vem som helst” där det berättas om mobbing, karriär, musikbransch och alkoholmissbruk, och om vägen tillbaka. Skriven tillsammans med Andreas Slätt. 
Mathias jobbar idag som artist, föreläsare, personlig tränare, DJ och kostrådgivare. 

## Diskografi

### Album
- 2003 - Hela himlen (med Barbados)
- 2005 - Vägen hem
- 2007 - Lejonhjärta
- 2009 - Tänk om jag dör nu inatt

### Singlar
- 2015 - "Ett gott nytt år"
- 2013 - "Vintersaga"
- 2011 - "Åt helvete för sent"
- 2009 - "Tänk om jag dör nu inatt"
- 2009 - "Shukur"
- 2006 - "Another rainy day" (med Vivien Searcy)
- 2005 - "Långt bortom tid och rum"
- 2005 - "Älskar, älskar inte"
- 2004 - "Stanna här hos mig" (med Barbados)
- 2004 - "Visa mig hur man går hem" (med Barbados & Anne-Lie Rydé)
- 2003 - "Hela himlen" (med Barbados)
- 2003 - "Bye Bye" (med Barbados)
- 2002 - "Något som kan hända" (en svensk version av Anyone of Us (Stupid Mistake) av Gareth Gates) / "Jag tillhör dig"